# Christian Bazin
Pour les articles homonymes, voir Bazin.
Christian Bazin, né à Tours le 29 décembre 1922 et mort à Paris le 5 mars 2006, est un écrivain français.

## Biographie

### Jeunesse et études
Christian Bazin est centralien. Il est également diplômé de l'École libre des sciences politiques et de l'université Columbia. 

### Parcours professionnel
Directeur des Chantiers de l'Atlantique, il est notamment l'auteur de biographies de Jean-Baptiste Kléber, Armand Tuffin de La Rouërie, Bernadotte et Malesherbes.
Il décède dans le 16e arrondissement de Paris, le 5 mars 2006.

## Ouvrages
- Chateaubriand en Amérique, La Table Ronde, 1969.
- Le Marquis de la Rouerie "Colonel Armand" de la guerre américaine à la conjuration bretonne, Perrin, 1990.
- Malesherbes ou La sagesse des Lumières, Jean Picollec, 1996.
- Bernadotte, un cadet de Gascogne sur le trône de Suède, France Empire, 2000.
- Kléber l'indomptable, Jean Picollec, 2003.